# Scott LaFaro
Rocco Scott LaFaro (ur. 3 kwietnia 1936 w Newark, zm. 6 lipca 1961 w Senece) – amerykański kontrabasista jazzowy. Wirtoz oraz innowator gry na tym instrumencie.

Christian McBride: Gra Scotty’ego była Biblią dla kontrabasistów... Jimmy Blanton to Stary Testament, a Scotty – Nowy.

## Życiorys
Kiedy miał pięć lat, jego wywodząca się z Włoch rodzina przeprowadziła się z Newark do Genewy w stanie Nowy Jork. Jego ojciec, Joseph, był skrzypkiem, który grał w orkiestrach Paula Whitemana oraz Tommy’ego i Jimmy’ego Dorseyów, a w Genewie prowadził zespół w klubie kolacyjnym. Scott miał cztery siostry. W wieku dziesięciu lat rozpoczął naukę gry na fortepianie. Kiedy w 1950 podjął edukację w szkole średniej, grał już także na saksofonie tenorowym i klarnecie basowym. Kontrabasem zainteresował się, będąc członkiem orkiestry szkolnej. Kontrabasistka zespołu, Gail Brown, nauczyła go pozycji akordów. On jednak pozostał przy saksofonie do czasu odniesienia kontuzji podczas meczu koszykówki w 1953, wskutek której przez pewien okres miał problemy z zadęciem. Niedługo później w tym samym roku usłyszał w lokalnym klubie grę Leroya Vinnegara, co odnowiło jego zainteresowanie kontrabasem.
Jeszcze przed ukończeniem szkoły w 1954 grywał w okolicznych klubach nocnych zarówno na saksofonie tenorowym jak kontrabasie. Po trzymiesięcznej nauce w Ithaca College dołączył do grupy puzonisty Buddy’ego Morrowa i pozostał w niej do września 1956. Kilka tygodni później został członkiem zespołu trębacza Cheta Bakera, występując w nim do 1958. W tym czasie jego gra zafascynowała pianistę i wibrafonistę Victora Feldmana, który zaprosił go do nagrania albumu The Arrival of Victor Feldman.
Po rozstaniu z Bakerem na kilka miesięcy wyjechał do Los Angeles, gdzie pracował nad swoim warsztatem instrumentalnym z saksofonistą Herbem Gellerem. Miałem wtedy kłopoty ze znalezieniem pracy – powiedział – a poza tym bardzo potrzebowałem ćwiczenia. Jego sytuacja zmieniła się jeszcze w 1958 dzięki grze na płycie Feldmana. Otrzymał bowiem zaproszenia do udziału w sesjach nagraniowych z pianistą Hamptonem Hawesem, gitarzysta Barneym Kesselem, wibrafonistą Calem Tjaderem i saksofonistą Stanem Getzem. Przez krótki czas współpracował z pianistą Paulem Bleyem. Zagrał kilka koncertów z Theloniousem Monkiem i przyszłym koryfeuszem free jazzu, saksofonistą Ornettem Colemanem, z którym nagrał również płyty.
W 1959 wszedł do składu tria pianisty Billa Evansa, rozpoczynając swój ostatni, ale najbardziej twórczy etap kariery. Był wybitnym improwizatorem, kładł nacisk na wysokie dźwięki i potrafił grać w bardzo szybkich tempach, a współpraca z Evansem była wzajemnie stymulująca i zaskakująca pomysłami podczas muzycznego dialogowania. Trio (trzecim jego członkiem był perkusista Paul Motian) nagrało szereg bardzo wysoko ocenionych płyt. W 2009 album pt. Bill Evans – The Complete Village Vanguard Recordings, 1961 został uznany przez Bibliotekę Kongresu za „ważny kulturowo, historycznie lub estetycznie” i wciągnięty do Narodowego Rejestru Nagraniowego (National Recording Registry).
W nocy 6 lipca 1961, cztery dni po występie z Getzem na Newport Jazz Festival, zginął w wypadku samochodowym razem z towarzyszącym mu kolegą – Frankim Ottleym. Auto wypadło z drogi, uderzyło w drzewo i stanęło w płomieniach. Miał zaledwie 25 lat. Został pochowany na cmentarzu Glenwood w rodzinnej Genevie. Jego śmierć tak przygnębiła Evansa, że przez niemal rok nie występował.

## Wybrana dyskografia
- 1988 Don Friedman with Scott LaFaro – Memories for Scotty (Insights)
- 1992 Joe Gordon & Scott LaFaro – West Coast Days – Live at the Lighthouse (Fresh Sound Records)
- 1995 The Alchemy of Scott LaFaro (Giants of Jazz)

### Jakosideman
Z Ornettem Colemanem
- 1961 Free Jazz – A Collective Improvisation (Atlantic)
- 1962 Ornette! (Atlantic)
- 1970 The Art of the Improvisers (Atlantic)
- 1971 Twins (Atlantic)

z Buddym DeFranco
- 1968 Live Date! (Verve)

Z Billem Evansem
- 1960 Portrait in Jazz (Riverside)
- 1961
  - Explorations (Riverside)
  - Sunday at the Village Vanguard (Riverside)
- 1962 Waltz for Debby (Riverside)
- 2005 The Complete Village Vanguard Recordings, 1961 (Riverside)
  - The Legendary Bill Evans Trio – The 1960 Birdland Sessions (Fresh Sound)

Z Victorem Feldmanem
- 1958 The Arrival of Victor Feldman (Contemporary Recorda)
- 1960 Latinsville! (Contemporary)

Z Herbem Gellerem
- 1959 Herb Gelle and His All Stars – Gypsy (ATCO)

Z Hamptonem Hawesem
- 1961 For Real! (Contemporary)

Z Johnem Lewisem
- 1961 Jazz Abstractions – John Lewis Presents Contemporary Music – Compositions by Gunther Schuller and Jim Hall (Atlantic)

Z Bookerem Littlem
- 1960 Booker Little (Time Records)

Z Martym Paichem
- 1959 The Broadway Bit (Warner Bros.)

Zestawienie wg dat wydania płyt

## Upamiętnienie
Helene LaFaro-Ferández, jego siostra, napisała biografię pt. Jade Visions – The Life and Music of Scott LaFaro, pierwotnie wydaną w 2009 (ISBN 978-1574415759 – wyd. University of North Texas Press, 2014).